# Habítame siempre
Az Habítame siempre (magyarul: ’Élj bennem mindörökké’) Thalía mexikói énekes-dalszövegíró, zeneszerző tizenharmadik, spanyol nyelvű stúdióalbuma, amely 2012. november 19-én jelent meg a Sony Music Latin kiadó gondozásában az Amerikai Egyesült Államokban és Mexikóban. Producerei Tommy Mottola – az énekesnő férje – és a mexikói Paul Forat. Thalía az albumot, amely már a megjelenése napján aranylemez lett Mexikóban és a hivatalos 100-as lemezeladási lista élére került, teljes egészében az előző évben tragikus hirtelenséggel elhunyt édesanyjának dedikálta – erre utal a címe is.
A lemez leginkább feldolgozásokat – többek között Consuelo Velázquez mexikói zeneszerző világhírű szerzeményét, a Bésame mucho című tangót, valamint Gloria Estefan Con los años que me quedan című 1992-es dalának változatát – és néhány vadonatúj dalt is tartalmaz, olyan nemzetközi és latin sztárok vendégszereplésével, mint Michael Bublé, Robbie Williams, Leonel García, Jesús Navarro (Reik), Samo (Camila), Prince Royce és Gilberto Santa Rosa. Bemutatkozó kislemeze egy Raúl Ornelas-szerzemény feldolgozása, a Manías, amely 2012. október 8-án jelent meg digitális letöltés formájában.  Az album az amerikai Billboard magazin Top Latin Songs és Latin Pop Songs listáján is első helyezést ért el.
Mexikóban 2013 júniusában megjelent az albumnak egy különkiadása is öt bónuszdallal, valamint DVD-melléklettel, amely a New York-i Hammerstein Ballroomban 2012. szeptember 21-én felvett lemezbemutató koncertet tartalmazza.

## Dallista
Az album nemzetközi (általános) kiadása 12, a speciális kiadások 15 vagy 17 dalt tartalmaznak.
| 1.  | Habítame siempre                                                                   | Mario Domm, María Bernal                       | ’Élj bennem mindörökké’                | 4:01 |
| 2.  | Con los años que me quedan (Leonel García, Samo és Jesús Navarro közreműködésével) | Gloria és Emilio Estefan                       | ’A hátralévő éveimmel’                 | 4:56 |
| 3.  | Manías                                                                             | Raúl Ornelas                                   | ’Kísértések’                           | 3:49 |
| 4.  | Te perdiste mi amor (duett Prince Royce-szal)                                      | Prince Royce, Guianko Gómez, Jorge Luis Chacín | ’Kihagytad a szerelmem’                | 3:40 |
| 5.  | No soy el aire                                                                     | Miguel Luna                                    | ’Nem a levegő vagyok’                  | 4:06 |
| 6.  | Bésame mucho (duett Michael Bublével)                                              | Consuelo Velázquez                             | ’Csókolj meg igazán’                   | 3:39 |
| 7.  | Regalito de Dios                                                                   | Edgar Alfredo Zabaleta                         | ’Isten ajándéka’                       | 3:12 |
| 8.  | Tómame o déjame                                                                    | Juan Carlos Calderón                           | ’Vigyél el vagy hagyj’                 | 3:39 |
| 9.  | Muñequita linda (Te quiero, dijiste) (duett Robbie Williamsszel)                   | María Grever                                   | ’Csinibaba (Azt mondtad, „Szeretlek”)’ | 3:34 |
| 10. | Bésame                                                                             | Ricardo Montaner, Chacín                       | ’Csókolj meg’                          | 4:36 |
| 11. | Dime si ahora (duett Gilberto Santa Rosával)                                       | Beatriz Luengo, Yotuel Romero, Ahmed Barroso   | ’Szólj, ha most’                       | 4:42 |
| 12. | Ojalá                                                                              | Omar Alfanno, Andres Castro, Edgar Barrera     | ’Bárcsak’                              | 3:41 |

| 13. | La apuesta (duett Erik Rubinnal) | Beatriz Herraiz                              | ’A fogadás’      | 3:33 |
| 14. | Hoy ten miedo de mí              | Fernando Delgadillo                          | ’Ma tarts tőlem’ | 2:30 |
| 15. | Atmósfera                        | Silvio Donizeti Rodrigues, Guiliano Matheus  | ’Légkör’         | 3:45 |
| 16. | Vete                             | Leonel García, Thalía Sodi                   | ’Menj el’        | 3:21 |
| 17. | Tu amor                          | Yotuel Romero, Ahmed Barroso, Beatriz Luengo | ’A szerelmed’    | 4:44 |

## DVD(Edición especial, Mexikó)
Az album Mexikóban megjelent különkiadásának DVD-melléklete a New York-i lemezbemutató koncert anyagát tartalmazza az alábbiak szerint:
1. Equivocada
2. Habítame siempre
3. Hist Medley
4. Con los años que me quedan – A dueto con Leonel García, Jesús Navarro (Reik) y Samo (Camila)
5. Bésame
6. Manías
7. Primera fila medley
8. La apuesta – A dueto con Erik Rubin
9. Tómame o déjame
10. Te perdiste mi amor – A dueto con Prince Royce
11. Atmósfera

## Zenészek, közreműködők

### Zenekar
- Harmonika, Hammond-orgona, Rhodes-zongora és Wurlitzer: Cheche Alara
- Basszus: Abraham Laboriel Sr., Carlitos del Puerto (akusztikus), Christopher Mercedes, Lee Sklar, Nathan East, Walter Afanasieff
- Billentyűzetek: Cheche Alara, Efraín "Junito" Dávila, Randy Kerber
- Dobfelszerelés: Nate Morton, Randy Cooke, Tal Bergman, Vinnie Colaiuta
- Gitárok: Steven Cruz, Ramón Stagnaro (akusztikus és elektromos is), Tim Pierce (akusztikus és elektromos)
- Güira: Christopher "Chapo" Vegazo
- Harsona: Eric Jorgensen
- Háttérvolálok: Ayelen Zucker, Camila Ibarra, Carlos Murguía, Facundo Monty, Francis Benítez, Gerardo Rivas, Gilberto Santa Rosa, Gisa Vatcky, Jerry Rivas, Jonathan Eugenio, Michelle Sotomayor
- Szaxofon: George Shelby
- Trombita: Harry Kim
- Ütőhangszerek: Luis Conte, Michito Sánchez, Raúl Bier, Tal Bergman
- Vonóskar: Alisha Bauer, Cameron Stone, Charlie Bisharat, Joel Pargman, John Wittenberg, Kevin Connolly, Michele Richards, Nina Evtuhov, Peter Kent, Rebecca Bunnell, Rudolph Stein, Vanessa Freebairn-Smith. Vonós elrendezés: Cheche Alara (karmester), David Stout
- Zongora: Cheche Alara, Efraín "Junito" Dávila, Walter Afanasieff

### Produkciós csapat
- Vezető producer: Tommy Mottola
- Főrendező: Paul Forat

| - Adam Greenholtz – mérnök - Alfredo Matheus – mixelés - Ángel Fernández – zenei elrendezés - Armando Ávila – mixelés - Bob Ludwig – masterizálás - Cheche Alara – zenei elrendezés, hangszerelés, digitális szerkesztés, mérnök, producer, zenei vezető, zenei producer - Cristián Robles – mérnök, mixelés - Efraín "Junito" Dávila – hangszerelés, producer - Francisco Rodríguez – segédmérnök - Graham Archer – hangmérnök - Hal Winer – mérnök - Harry Kim – zenei elrendezés - Héctor Rubén Rivera – produkciós koordinátor - Humberto Gatica – mixelés, producer - Jean Michel Desir – mérnök | - Jesús Cordero – fotós - Joann Tominaga – produkciós koordinátor - Jorge Calandrelli – zenekari elrendezés - Mike Oddone – segédmérnök - Pablo Arraya – hangmérnök - Paul Forat – rendező, producer, zenei vezető - Peter Mokran – mixelés - Rafa Sardina – mérnök, mixelés, hangmérnök - Rolando Alejandro – hangmérnök - Rubén Martín – fotós - Seth Atkins Horan – mérnök - Seth Waldmann – segédmérnök - Steve Chruchyard – mérnök - Tyler Gordon – Pro Tools - Walter Afanasieff – hangszerelés, dobprogramozás, zenekari elrendezés, producer, zenei producer |

## Eladási adatok
Az album a megjelenése napján aranylemez lett Mexikóban (30 000 példány), három héttel később pedig az Egyesült Államokban is (50 000 példány). Az Habítame siempre így Thalía első stúdióalbuma a 2005-ben kiadott El sexto sentido után, amely eladási minősítést ért el az USA-ban.
| Lista megnevezése                | Csúcs | Minősítés       |
| -------------------------------- | ----- | --------------- |
| Mexikó – nemzeti Top 100         | 1     | 3×platina+arany |
| USA – Billboard Latin Pop Albums | 1     | aranylemez      |
| USA – Billboard Top Latin Albums | 1     | aranylemez      |